# 英剛佑介
英剛 佑介（えいごう ゆうすけ、1989年10月3日 - ）は、日本の俳優、モデル。
兵庫県・姫路市出身。リクエンターテイメント所属。
特技：アーチェリー、ギター、テニス。 趣味：ロボットダンス、ダーツ、スノーボード。

## 経歴
日本ナレーション演技研究所、シアーミュージックスクール出身。以前は株式会社アイランドプロモーション、ジールアビリティに所属していた。
学生時代にフィールドアーチェリーで全日本選手権大会に出場。

## 出演

### 広告
- テニススクール・ノア WEB （2015年）
- 積水ハウス WEBカタログ （2016年）
- フジ住宅 WEB 「はつが野ミライク」 （2017年）
- 國鞄 WEB (2017年)

### CM
- USJ 「フライングダイナソー篇」 （2016年）
- かごの屋 （2016年）
- 東京都 時差Biz （2017年）
- KIRIN サッカーW杯ロシア大会予選 「日本vsオーストラリア戦」 生放送CM（2017年）
- hoyu AW (2017年)
- やまや (2018年)
- マクドナルド 「スパイシーチキンマックナゲット篇」 (2018年)

### TV
- TBSテレビ 「カイモノラボ」 アデランス：スパニスト篇 モデル (2017年)
- 日本テレビ 「ザ！世界仰天ニュース」 体臭恐怖症篇 再現ドラマ 患者役 (2017年)
- Abema-TV 「はみだせ！DTテレビ」#3 再現ドラマ 彼氏役 他 (2017年)
- TBSテレビ 「爆報！THE フライデー」 河野和洋篇 再現ドラマ 明徳義塾：捕手役 (2017年)
- フジテレビ 「奇跡体験！アンビリバボー」 東京オリンピックSP 大島鎌吉篇 日本代表選手役 (2018年)
- 日本テレビ 「行列のできる法律相談所」 薬丸裕英篇 再現ドラマ 芸人役 (2018年)
- フジテレビ 「奇跡体験！アンビリバボー」 明太子を作った男篇 会社員役 (2018年)

### 映画
- 「名探偵 一色誠～方程式殺人事件～」 ベーシスト役 （2016年）[注釈 1]　[1]
- 「真田十勇士」 真田鉄砲兵役 (2016年)
- 「たたら侍」 蜂須賀軍兵役 (2017年)
- 「MANHUNT」 刑事役 (2018年)
- 「輪違屋糸里」 鍛冶職人役 (2018年)

### 声優
- Les Clefs dor collection ナレーション （2016年、2017年）
- 日本民話シリーズ ドラマCD 第21弾 鳥取県 「幸せを運ぶオシドリ」 旦那さん役 (2017年)[2]

### 舞台
- 朗読劇 「赤ずきんと青い鳥」 アオ役 演出：千葉千恵巳 (2017年)[3]

### 雑誌
- 通販雑誌 月間 「茶の間」 1月号 (2016年)
- メンズ雑誌 「SWAN」 (9・10・11月号：2016年) (2月号：2017年)

### ファッションショー
- 「OSAKA STREET COLLECTION」 『G-COMPANY』 モデル (16.4/10)[4]
- 「FASHION LEADERS real4」 MENS1 STAGE (16.5/14)[5]
- 「Les Clefs dor collection ～#1 Seaside stage～」 『G-COMPANY』 モデル (16.6/19)
- 「Les Clefs dor collection ～#2 Seaside stage～」 『Utsubo Stock』 モデル (16.12/11)
- 「FASHION LEADERS real4」 MENS1 STAGE (16.12/23)[6]
- 「TOKYO BOYS COLLECTION」 (17.6/2)
- 「Les Clefs dor collection ～#3 Seaside stage～」 『velobici & vintage velo classics』 モデル (17.7/23)
- 「Les Clefs dor collection ～#1 City stage～」 『+RING』 モデル (18.1/14)
- 「KICHIJOJI COLLECTION ～#4」 『TAKA-Q』 モデル (18.4/30)